# Phrynonax poecilonotus
Phrynonax poecilonotus — вид змій родини полозових (Colubridae). Мешкає в Мексиці і Центральній Америці.

## Підвиди
Виділяють три підвиди:
- Phrynonax poecilonotus argus (Bocourt, 1888);
- Phrynonax poecilonotus chrysobronchus (Cope, 1875);
- Phrynonax poecilonotus poecilonotus (Günther, 1858).

## Поширення і екологія
Phrynonax poecilonotus мешкають на сході і півдні Мексики (на південь від Сан-Луїс-Потосі і Оахаки), в Гватемалі, Белізі, Гондурасі, Нікарагуа, Коста-Риці і Панамі. Вони живуть у вологих тропічних лісах, трапляються в саванах, на висоті до 1330 м над рівнем моря. Ведуть денний, деревний і наземний спосіб життя. Живляться птахами, їх яйцями та дрібними ссавцями. Відкладають яйця.